# I. e. 109
Évszázadok: i. e. 3. század – i. e. 2. század – i. e. 1. század
Évtizedek: i. e. 150-es évek – i. e. 140-es évek – i. e. 130-as évek – i. e. 120-as évek – i. e. 110-es évek – i. e. 100-as évek – i. e. 90-es évek – i. e. 80-as évek – i. e. 70-es évek – i. e. 60-as évek – i. e. 50-es évek
Évek: i. e. 114 – i. e. 113 – i. e. 112 – i. e. 111 –  i. e. 110 – i. e. 109 – i. e. 108 – i. e. 107 – i. e. 106 – i. e. 105 – i. e. 104

## Események

### Róma
- Quintus Caecilius Metellust és Marcus Iunius Silanust választják consulnak.
- Észak-Afrikában Metellus a muthuli csatában megfutamítja Iugurtha numidáit, de a rómaiak súlyos veszteségeket szenvednek. Jugurtha ezt követően gerillataktikával zaklatja a római sereget. Metellus ostrom alá veszi Zámát, majd inkább visszavonul a római fennhatóságú Africa provinciába. Jugurtha ügynökeinek felbujtására Vaga városában a lakosság lemészárolja a római helyőrséget, de Metellus visszafoglalja a várost.
- A kimberek és a teutonok átkelnek a Rajnán és délre vonulnak. Gallia Transalpina határán Marcus Iunius Silanus feltartóztatja őket, mire követséget küldenek a szenátushoz, hogy engedjék letelepedni őket. Kérésüket megtagadják. A Rhône mentén döntő vereséget mérnek a rájuk támadó Silanusra, aki 30 ezer embert veszít.
- Caius Mamilius Limetanus néptribunus törvényt fogadtat el, amely elrendeli, hogy vizsgálják ki a Jugurtha által megvesztegetett tisztviselők ügyét.
- Marcus Aemilius Scaurus censor kőből újjáépíttetti a Milvius-hidat.

### Hellenisztikus birodalmak
- A szkíták által fenyegetett V. Pairiszadész boszporoszi király a segítségért cserébe aláveti magát VI. Mithridatész pontoszi királynak, mire fogadott szkíta fia, Szaumakhosz fellázad ellene és megölik Pairiszadészt. Mithridatész leveri a felkelőket és annektálja a királyságot.

### Kaukázus
- Meghal I. Mirian ibériai király. Utóda fia, Parnadzsom.

### Kína
- Vu császár megtámadja és annektálja a mai dél-kínai Jünnan területén fekvő Dian királyságot.

## Halálozások
- V. Pairiszadész, boszporoszi király
- I. Mirian ibériai király

## Fordítás
- Ez a szócikk részben vagy egészben  a(z)   109 av. J.-C. című francia Wikipédia-szócikk ezen változatának fordításán alapul.  Az eredeti cikk szerkesztőit annak laptörténete sorolja fel. Ez a jelzés csupán a megfogalmazás eredetét és a szerzői jogokat jelzi, nem szolgál a cikkben szereplő információk forrásmegjelöléseként.